# Giovanni De Vecchi
Giovanni De Vecchi, född 1536 i Sansepolcro, död 13 april 1614 i Rom, var en italiensk målare under senrenässansen.
Giovanni De Vecchi var elev till Raffaellino del Colle och Taddeo Zuccari. Han influerades även av Rosso Fiorentino. De Vecchi utförde fresker i kupolen och på pendentiven i Il Gesù, men dessa ersattes på 1600-talet av Baciccias fresker.
1596 valdes De Vecchi till direktor för Accademia di San Luca.
I Rom har han även utfört verk i Sant'Andrea della Valle, Oratorio del Santissimo Crocifisso och San Bernardino in Panisperna. En av de konstnärer som lät sig influeras av De Vecchi var Cavalier d'Arpino.